# Daily Mirror
Daily Mirror är en av Storbritanniens större tidningar. Den grundades 2 november 1903 av Alfred Harmsworth (sedermera Lord Northcliffe) – som på den tiden var ägare av The Daily Mail – som "the first newspaper for gentlewomen". Avisan hade kvinnlig redaktör, och innehöll minimalt med nyhetsstoff. Satsningen på damer blev ett stort fiasko, och tidningen nylanserades 1904 som The Daily Illustrated Mirror  med Hamilton Fyfe som redaktör och de kvinnliga journalisterna avskedades. På den tiden låg redaktionen på Carmelite Street.
Tidningen anlitade fotojournalister som uppsökte dramatiska begivenheter med order om att sända bilder hem till London oavsett kostnad och förhinder. Efter hand fick tidningen rykte som en stark nyhetstidning med särskilt god bildtäckning, men blev också kritiserad för sina journalistiska metoder. Tidningen kom 1914 upp till en upplaga på över en miljon exemplar. 1924 var tidningen en av sponsorerna bakom Damolympiaden 1924.
Tidningens betydelse minskade under Lord Rothermeres ledning (grundarens bror), som under mellankrigstiden stöttade fascistiska rörelser i Storbritannien. I slutet av 1930-talet tog Harry Bartholomew över som direktör, och lade om profilen till «sex, brott och sport». Under kriget visade tidningen sitt stöd till den menige soldaten och husmodern, och närmade sig ideologiskt Arbetarepartiet. Efter kriget upplevde tidningen en ny guldålder, med över fyra miljoner exemplar 1949. Under Cecil Harmsworth Kings ledning gick tidningen nya vägar i typografi och layout, med tonvikt på bilder, starka rubriker och braskande förstasidor. King sörjde också för att stärka tidningen genom att gå in i mediesällskapet International Publishing Corporation (IPC).
På 1970-talet prövade tidningen att ta upp konkurrensen med Rupert Murdochs nystartade The Sun, och bytte ut nyhetsjournalistik med stoff om kungahuset och såpaserier. Efter hand skyddes tidningen av seriösa skribenter och läsare. 1991 flyttade tidningen ut från centrum till Isle of Dogs. Tidningen har hållit fast vid sitt tabloida uttryckssätt, men har efter millennieskiftet i högre grad prioriterat täckning av politik och utrikesstoff än under 1990-talet.